# 西非擬緋鯉
西非擬緋鯉（学名：Pseudupeneus prayensis）為輻鰭魚綱鱸形目鱸亞目鬚鯛科的其中一種，分布於東大西洋區，從摩洛哥至安哥拉海域，棲息深度10-300公尺，體長可達55公分，生活在沙泥底質海域，屬肉食性，以底棲性無脊椎動物為食，可做為食用魚。